# 美日同盟

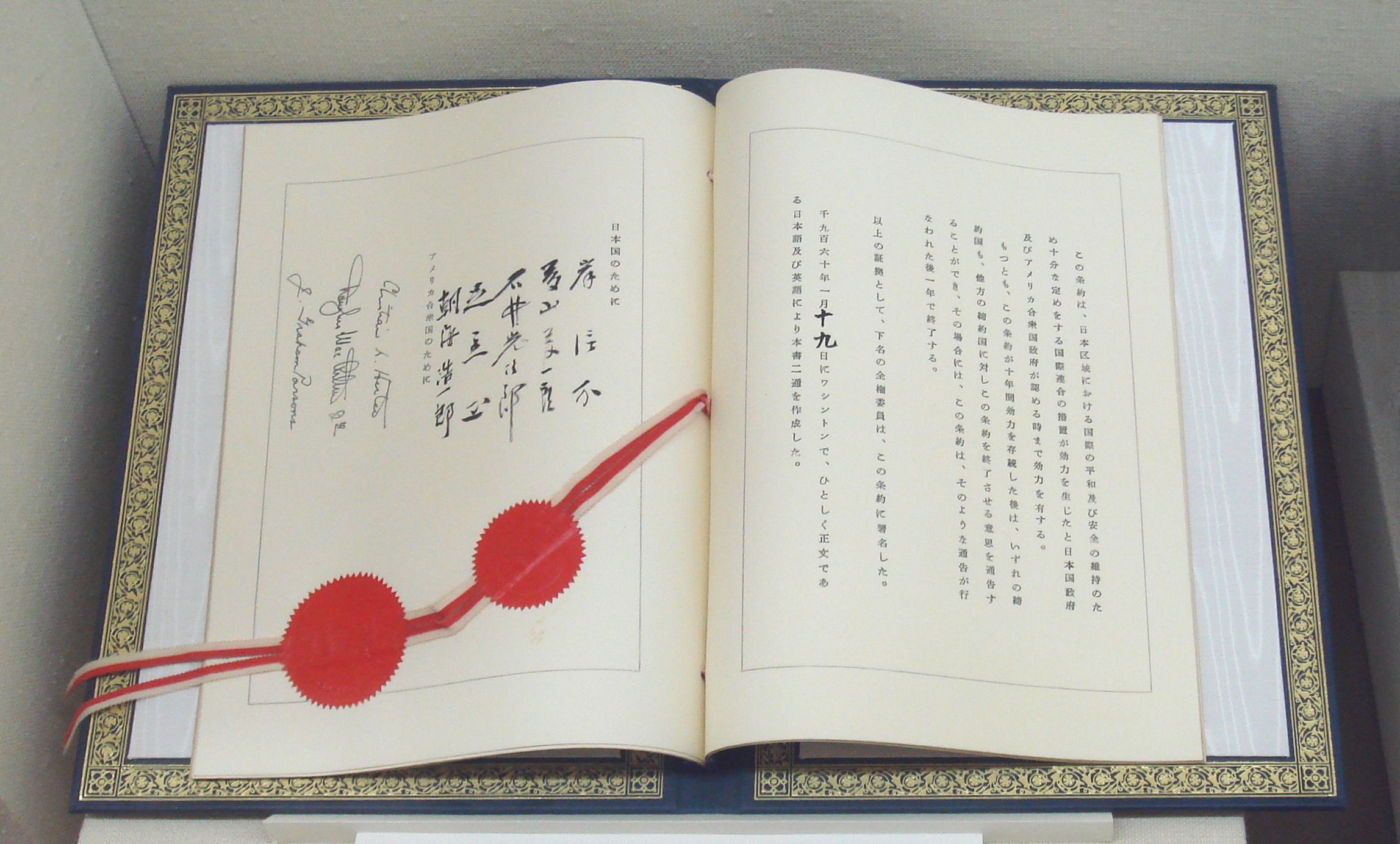
美日安保条约正本（日文版）

美日同盟（日语：／ Nichi-Bei Domei）是日本和美國之間的軍事聯盟，被編入了美日安保條約中，該條約最初是在1951年，1952年生效，1960年修改。聯盟進一步編入了一系列未經立法的“行政”協議、“勢力地位”協議和秘密條約（日语： mitsuyaku）。在任何一個國家進行審查。
根據該聯盟的條款，美國承諾在遭到第三國襲擊時保衛日本，作為回報，日本允許美軍駐紮在日本領土上，並支付可觀的“同情費”來承擔費用美國在日本的基地。駐紮在日本領土上的美國軍隊比美國以外的任何國家都多。 在實踐中，保護日本免受攻擊的承諾包括將美國的“核保護傘”擴大到日本列島。
兩國還在有限的基礎上共享國防技術，努力確保各自軍隊的互操作性，並經常參加聯合軍事演習。
雖然日本国憲法第九條禁止日本保持進攻性軍事能力，但日本通過金錢捐助和派遣非戰鬥地面部隊支持了海灣戰爭和伊拉克戰爭等美國大規模軍事行動。